# غلينز فولز
غلينز فولز (نيويورك) (بالإنجليزية: Glens Falls, New York)‏ هي مدينة تقع في الولايات المتحدة في مقاطعة وارين، نيويورك. يقدر عدد سكانها بـ 14,700 نسمة ومساحتها 10.2 كم2 وترتفع عن سطح البحر 105 متر.

## التركيبة السكانية
حدّد مكتب تعداد الولايات المتحدة بيانات التركيبة السكانية لغلينز فولز في تعداد الولايات المتحدة. في ما يلي، التركيبة السكانية حسب تعدادي 2000 و2010.

### تعداد عام 2000
بلغ عدد سكان غلينز فولز 14,354 نسمة بحسب تعداد عام 2000، وبلغ عدد الأسر 6,267 أسرة وعدد العائلات 3,418 عائلة مقيمة في المدينة. في حين سجلت الكثافة السكانية 1,389.5 نسمة لكل كيلومتر مربع (3,598.8/ميل2). وبلغ عدد الوحدات السكنية 6,811 وحدة بمتوسط كثافة قدره 659.3 لكل كيلومتر مربع (1,707.6/ميل2).
وتوزع التركيب العرقي للمدينة بنسبة 96.54% من البيض و1.30% من الأمريكيين الأفارقة و0.15% من الأمريكيين الأصليين و0.42% من الأمريكيين ذوي الأصول الآسيوية و0.01% من سكان جزر المحيط الهادئ و0.33% من الأعراق الأخرى و1.24% من عرقين مختلطين أو أكثر و1.39% من الهسبانيون أو اللاتينيون من أي عرق.
بلغ عدد الأسر 6,267 أسرة كانت نسبة 31.3% منها لديها أطفال تحت سن الثامنة عشر تعيش معهم، وبلغت نسبة الأزواج القاطنين مع بعضهم البعض 36.3% من أصل المجموع الكلي للأسر، ونسبة 13.7% من الأسر كان لديها معيلات من الإناث دون وجود شريك، بينما كانت نسبة 4.5% من الأسر لديها معيلون من الذكور دون وجود شريكة وكانت نسبة 45.5% من غير العائلات. تألفت نسبة 36.7% من أصل جميع الأسر من عدة أفراد يعيشون في نفس المنزل ونسبة 12% كانت تتألف من شخص يعيش بمفرده يبلغ من العمر 65 عاماً أو أكثر. وبلغ متوسط حجم الأسرة المعيشية 2.25، أما متوسط حجم العائلات فبلغ 2.98.
بلغ العمر الوسطي للسكان 35.6 عاماً. وكانت نسبة 24.4% من القاطنين تحت سن الثامنة عشر، وكانت نسبة 9% بين الثامنة عشر والرابعة والعشرين عاماً، ونسبة 31.4% كانت واقعةً في الفئة العمرية ما بين الخامسة والعشرين والرابعة والأربعين عاماً، ونسبة 20.7% كانت ما بين الخامسة والأربعين والرابعة والستين، ونسبة 12.7% كانت ضمن فئة الخامسة والستين عاماً فما فوق. يوجد لكل 100 أنثى 92.3 ذكر، ويوجد لكل 100 أنثى في الثامنة عشر من عمرها فما فوق 87.1 ذكر.
بلغ متوسط دخل الأسرة في المدينة 30,222 دولارًا، أما متوسط دخل العائلة فبلغ 42,266 دولارًا. وكان متوسط دخل الذكور 29,283 دولارًا مقابل 21,606 دولارًا للإناث. وسجل دخل الفرد الخاص بالمدينة 18,137 دولارًا. وكانت نسبة 12% من العائلات ونسبة 14.8% من السكان تحت خط الفقر، وكان من هؤلاء نسبة 22.1% تحت سن الثامنة عشر ونسبة 9.4% في الخامسة والستين من العمر وما فوق.

### تعداد عام 2010
بلغ عدد سكان غلينز فولز 14,700 نسمة بحسب تعداد عام 2010، وبلغ عدد الأسر 6,545 أسرة وعدد العائلات 3,527 عائلة مقيمة في المدينة. في حين سجلت الكثافة السكانية 1,423 نسمة لكل كيلومتر مربع (3,685.6/ميل2). وبلغ عدد الوحدات السكنية 7,109 وحدة بمتوسط كثافة قدره 688.2 لكل كيلومتر مربع (1,782.4/ميل2).
وتوزع التركيب العرقي للمدينة بنسبة 94.67% من البيض و1.77% من الأمريكيين الأفارقة و0.26% من الأمريكيين الأصليين و0.65% من الأمريكيين ذوي الأصول الآسيوية و0.41% من الأعراق الأخرى و2.25% من عرقين مختلطين أو أكثر و2.27% من الهسبانيون أو اللاتينيون من أي عرق.
بلغ عدد الأسر 6,545 أسرة كانت نسبة 28.5% منها لديها أطفال تحت سن الثامنة عشر تعيش معهم، وبلغت نسبة الأزواج القاطنين مع بعضهم البعض 33.9% من أصل المجموع الكلي للأسر، ونسبة 14.4% من الأسر كان لديها معيلات من الإناث دون وجود شريك، بينما كانت نسبة 5.5% من الأسر لديها معيلون من الذكور دون وجود شريكة وكانت نسبة 46.1% من غير العائلات. تألفت نسبة 36.2% من أصل جميع الأسر من عدة أفراد يعيشون في نفس المنزل ونسبة 10.7% كانت تتألف من شخص يعيش بمفرده يبلغ من العمر 65 عاماً أو أكثر. وبلغ متوسط حجم الأسرة المعيشية 2.22، أما متوسط حجم العائلات فبلغ 2.91.
بلغ العمر الوسطي للسكان 37.6 عاماً. وكانت نسبة 21.9% من القاطنين تحت سن الثامنة عشر، وكانت نسبة 9.3% بين الثامنة عشر والرابعة والعشرين عاماً، ونسبة 29.4% كانت واقعةً في الفئة العمرية ما بين الخامسة والعشرين والرابعة والأربعين عاماً، ونسبة 27% كانت ما بين الخامسة والأربعين والرابعة والستين، ونسبة 12.4% كانت ضمن فئة الخامسة والستين عاماً فما فوق. وتوزع التركيب الجنسي للسكان بنسبة 48.5% ذكور و51.5% إناث.

## المناخ
يظهر الجدول التالي التغييرات المناخية على مدار السنة لغلينز فولز:
| البيانات المناخية لـغلينز فولز      | البيانات المناخية لـغلينز فولز | البيانات المناخية لـغلينز فولز | البيانات المناخية لـغلينز فولز | البيانات المناخية لـغلينز فولز | البيانات المناخية لـغلينز فولز | البيانات المناخية لـغلينز فولز | البيانات المناخية لـغلينز فولز | البيانات المناخية لـغلينز فولز | البيانات المناخية لـغلينز فولز | البيانات المناخية لـغلينز فولز | البيانات المناخية لـغلينز فولز | البيانات المناخية لـغلينز فولز | البيانات المناخية لـغلينز فولز |
| الشهر                               | يناير                          | فبراير                         | مارس                           | أبريل                          | مايو                           | يونيو                          | يوليو                          | أغسطس                          | سبتمبر                         | أكتوبر                         | نوفمبر                         | ديسمبر                         | المعدل السنوي                  |
| ----------------------------------- | ------------------------------ | ------------------------------ | ------------------------------ | ------------------------------ | ------------------------------ | ------------------------------ | ------------------------------ | ------------------------------ | ------------------------------ | ------------------------------ | ------------------------------ | ------------------------------ | ------------------------------ |
| الدرجة القصوى °ف (°م)               | 66 (19)                        | 70 (21)                        | 86 (30)                        | 92 (33)                        | 98 (37)                        | 98 (37)                        | 101 (38)                       | 101 (38)                       | 97 (36)                        | 87 (31)                        | 78 (26)                        | 69 (21)                        | 101 (38)                       |
| الحد الأقصى المتوسط °ف (°م)         | 49.8 (9.9)                     | 49.7 (9.8)                     | 65.4 (18.6)                    | 78.9 (26.1)                    | 85.8 (29.9)                    | 89.9 (32.2)                    | 91.1 (32.8)                    | 89.5 (31.9)                    | 84.5 (29.2)                    | 74.8 (23.8)                    | 66.1 (18.9)                    | 52.4 (11.3)                    | 93.1 (33.9)                    |
| متوسط درجة الحرارة الكبرى °ف (°م)   | 28.5 (−1.9)                    | 32.8 (0.4)                     | 42.4 (5.8)                     | 56.7 (13.7)                    | 68.1 (20.1)                    | 76.6 (24.8)                    | 80.9 (27.2)                    | 78.9 (26.1)                    | 70.6 (21.4)                    | 58.2 (14.6)                    | 46.5 (8.1)                     | 34.0 (1.1)                     | 56.3 (13.5)                    |
| متوسط درجة الحرارة الصغرى °ف (°م)   | 7.4 (−13.7)                    | 9.8 (−12.3)                    | 20.3 (−6.5)                    | 32.5 (0.3)                     | 42.6 (5.9)                     | 52.0 (11.1)                    | 56.7 (13.7)                    | 55.1 (12.8)                    | 46.4 (8.0)                     | 35.1 (1.7)                     | 27.3 (−2.6)                    | 16.0 (−8.9)                    | 33.5 (0.8)                     |
| الحد الأدنى المتوسط °ف (°م)         | −16.5 (−26.9)                  | −13.4 (−25.2)                  | −0.9 (−18.3)                   | 20.0 (−6.7)                    | 29.5 (−1.4)                    | 39.0 (3.9)                     | 46.5 (8.1)                     | 42.9 (6.1)                     | 32.8 (0.4)                     | 22.2 (−5.4)                    | 12.5 (−10.8)                   | −5.5 (−20.8)                   | −20.5 (−29.2)                  |
| أدنى درجة حرارة °ف (°م)             | −36 (−38)                      | −32 (−36)                      | −24 (−31)                      | 3 (−16)                        | 20 (−7)                        | 32 (0)                         | 32 (0)                         | 31 (−1)                        | 24 (−4)                        | 15 (−9)                        | −7 (−22)                       | −34 (−37)                      | −36 (−38)                      |
| الهطول إنش (مم)                     | 2.86 (73)                      | 2.08 (53)                      | 2.94 (75)                      | 3.00 (76)                      | 3.61 (92)                      | 3.55 (90)                      | 4.09 (104)                     | 3.68 (93)                      | 3.38 (86)                      | 3.51 (89)                      | 3.31 (84)                      | 3.05 (77)                      | 39.06 (992)                    |
| متوسط أيام هطول الأمطار (≥ 0.01 in) | 11.6                           | 9.4                            | 10.7                           | 11.3                           | 12.6                           | 12.0                           | 11.0                           | 10.9                           | 9.3                            | 10.8                           | 11.4                           | 11.3                           | 132.3                          |
| المصدر: NOAA                        |                                |                                |                                |                                |                                |                                |                                |                                |                                |                                |                                |                                |                                |

## أعلام
- لوري مور
- جيم دوغان
- إدوارد بريسكوت
- فيلهيلمينا ويبر فورلونغ
- جيمر فرديت
- رايموند بلومر
- تشارلز إيفانز هيوز